# Festival international du film de Moscou 2008
Le 30e festival international du film de Moscou a lieu du 19 au 28 juin 2008. Le George d'or est attribué au film iranien As Simple as That réalisé par Reza Mirkarimi.

## Jury
- Liv Ullmann (Norvège – présidente du jury)
- Michael Glawogger (Autriche)
- Irina Rozanova (Russie)
- Derek Malcolm (Grande-Bretagne)
- Sebastián Alarcón (Chili)

## Films en compétition
Les films suivants sont sélectionnés pour la compétition principale :
| Titre anglais ou français              | Titre original                | Réalisateur(s)            | Pays d'origine |
| -------------------------------------- | ----------------------------- | ------------------------- | -------------- |
| Absurdistan                            | Absurdistan                   | Veit Helmer               | Allemagne      |
| The War of the Shore                   | Duiande zhangzheng            | Li Xin                    | Chine          |
| Zift                                   | Zift                          | Javor Gardev              | Bulgarie       |
| Pour mon père                          | Sof Shavua B'Tel Aviv         | Dror Zahavi               | Israël         |
| Days and Clouds                        | Giorni e nuvole               | Silvio Soldini            | Italie         |
| Der Mond und andere Liebhaber (de)     | Der Mond und andere Liebhaber | Bernd Böhlich             | Allemagne      |
| Mao Ce Dun (sq)                        | Mao Ce Dun                    | Besnik Bisha (sq)         | Albanie        |
| Veðramót (is)                          | Veðramót                      | Guðný Halldórsdóttir (is) | Islande        |
| Once Upon a Time in the Provinces (ru) | Odnazhdy v provintsii         | Katya Shagalova           | Russie         |
| The Visitor                            | The Visitor                   | Tom McCarthy              | États-Unis     |
| Majdnem szüz (en)                      | Majdnem szüz                  | Péter Bacsó               | Hongrie        |
| Amanecer de un sueño (es)              | Amanecer de un sueño          | Freddy Mas Franqueza      | Espagne        |
| Un cœur simple                         | Un cœur simple                | Marion Laine              | France         |
| Aussi simple que cela                  | Be hamin sadegi               | Reza Mirkarimi            | Iran           |
| Rayskie ptitsy (uk)                    | Rayskie ptitsy                | Roman Balaïan             | Ukraine        |
| The Cherry Orchard                     | Sad                           | Sergei Ovcharov           | Russe          |

## Prix
- George d'or : As Simple as That de Reza Mirkarimi
- Prix spécial du jury : Silver George: Un cœur simple de Marion Laine
- George d'argent :
  - Meilleur réalisateur : Javor Gardev pour Zift
  - Meilleur acteur : Richard Jenkins pour The Visitor
  - Meilleure actrice : Margherita Buy pour Giorni e nuvole
- George d'argent pour le meilleur film de la compétition perspective : Cumbia Connection de Rene U. Villareal
- Prix de l'ensemble d'une œuvre : Takeshi Kitano
- Prix Stanislavski : Isabelle Huppert
- Prix FIPRESCI : Once Upon a Time in the Provinces de Katya Shagalova
- Prix du jury des critiques russes du meilleur film en compétition : As Simple as That de Reza Mirkarimi

## Source de la traduction
- (en) Cet article est partiellement ou en totalité issu de l’article de Wikipédia en anglais intitulé « 30th Moscow International Film Festival » (voir la liste des auteurs).